# Anhui Conch Cement Company
Anhui Conch Cement Company  oder schlicht Anhui Conch Cement, Anhui Conch oder Conch Cement ist der größte Zementhersteller und -anbieter in der Volksrepublik China. Sein Firmensitz ist in der Provinz Anhui. Seine Geschäftsaktivitäten umfassen die Herstellung und den Verkauf von Zement und Zementklinker.
Seine "H-shares" (Anteile der Form H) sind an der Börse in Hongkong seit dem 21. Oktober 1997 gelistet, und seine "A-shares" (Anteile der Form A) an der Shanghai Stock Exchange seit dem 7. Februar 2002.